# Axelle Jovenin
Axelle Jovenin est une gymnaste rythmique française née le 14 février 2000 à Lille.

## Biographie
Axelle Jovenin commence la gymnastique rythmique à l'âge de 9 ans au Réveil de Boulogne-sur-Mer. Sa sœur jumelle, Chloé Jovenin fait également de la gymnastique rythmique au même club.
Axelle Jovenin intègre le pôle de Calais en 2011, à 11 ans avec sa sœur jumelle.
C'est en 2014 qu'elle rentre en équipe de France de gymnastique rythmique, à l'Institut national du sport, de l'expertise et de la performance (INSEP).
En 2018, elle remporte son premier titre de Championne de France élite sénior à Rodez,, où elle repart également avec une médaille d'or aux massues avec 16,5 points.
Elle a participé à plusieurs Championnats d'Europe de gymnastique rythmique et Championnats du monde de gymnastique rythmique, notamment les Mondiaux de Pesaro en 2017 où elle finit 21e au concours général et les Championnats d'Europe de Guadalajara en 2018 où elle termine 12e au concours général et 8e au ballon. Aux Championnats d'Europe à Budapest en 2017, elle termine à la 19e place au cerceau. Concernant les Championnats d'Europe par équipe, l'équipe de France de gymnastique rythmique termine à la 2e place à Corbeil en 2014.
Durant ces grandes compétitions, elle est entraînée par Katia Guillère, qui a entraîné de nombreuses grandes gymnastes françaises au pôle de Calais. Au pôle, elle s'entraînait environ 45 heures par semaine.
Ses plus grandes qualités de gymnaste sont les difficultés corporelles, la souplesse des jambes et les équilibres. Sa spécialité d'engin sont les massues.

## Vie privée
En 2018, elle obtient son baccalauréat littéraire avec 11,10 de moyenne. C'est après cet examen et la compétition mondiale à Guadalajara qu'elle décide d'arrêter la gymnastique rythmique afin de poursuivre ses études.
Elle entreprend une licence de lettres modernes à Boulogne-sur-Mer à l'université du Littoral-Côte-d'Opale,.
Elle se réoriente rapidement vers un BPJeps Activités pour tous. Elle acquiert son diplôme d'éducatrice sportive et se forme pour les apprentis BPJeps Activités pour tous.
En parallèle, elle entraîne des jeunes gymnastes dans son club d'enfance, le Réveil de Boulogne-sur-Mer. Elle a également repris les entraînements en 2023 dans l'espoir de recommencer les compétitions en 2024, seulement si son corps le lui permet.
Elle obtient en juin 2024 son Diplôme d’Etat de La Jeunesse et de l’éducation populaire des Sport qui lui permettra ainsi d’entraîner les plus hauts niveaux possible dans sa discipline.

## Palmarès

### Championnats de France
- Vice-Championne de France espoir 2012
- 3e place espoir 2013
- Vice-Championne de France junior 2014
- Championne de France senior en 2018

### Championnats d'Europe
- 19e place au cerceau en 2017 à Budapest
- Vice-Championne d'Europe par équipe 2014 à Corbeil

### Championnats du monde
- 21e place en 2017 à Pesaro
- 12e au concours général et 8e au ballon en 2018 à Guadalajara